# Saṃskāra
Saṃskāra (sanskrit, devanāgarī: संस्कार; pāli : sankhāra ; chinois : xing ; japonais : gyō) est un terme qui désigne dans l'hindouisme les impressions à la suite d'une action, les tendances résiduelles subconscientes ; cependant saṃskāra a un deuxième sens, il se traduit par : cérémonie rituelle, c'est-à-dire les actes religieux dans la vie du fidèle hindou. 
Dans la philosophie bouddhique, le terme désigne plusieurs concepts :
- saṃskāra est la « formation mentale[1] » le quatrième des agrégats (skandha) qui constituent la personnalité ;
- saṃskāra est le deuxième maillon (nidāna) du processus de la coproduction conditionnée ;
- le terme sankhāra en pali est parfois utilisé dans le sens de quelque chose de confectionné et conditionné (sankhata)[3].

## Nature du saṃskāra karmique
Le saṃskāra désigne les actes conditionnés, et conditionnants. Dans les Yoga Sūtra de Patañjali, il qualifie l'empreinte source de modifications (vṛtti) à l'état subtil manifesté au sein du mental ou plus précisément de l'inconscient (citta ou réceptacle des impressions se trouvant à l'état subtil). Le saṃskāra est à l'origine du karma.
L'intention, cetana, est associée à tout état de conscience, vijñāna. Mais saṃskāra regroupe de fait de nombreux facteurs mentaux, caitasika : tout ce qui n'est pas l'un des quatre autres agrégats.

## Saṃskāra dans l'hindouisme

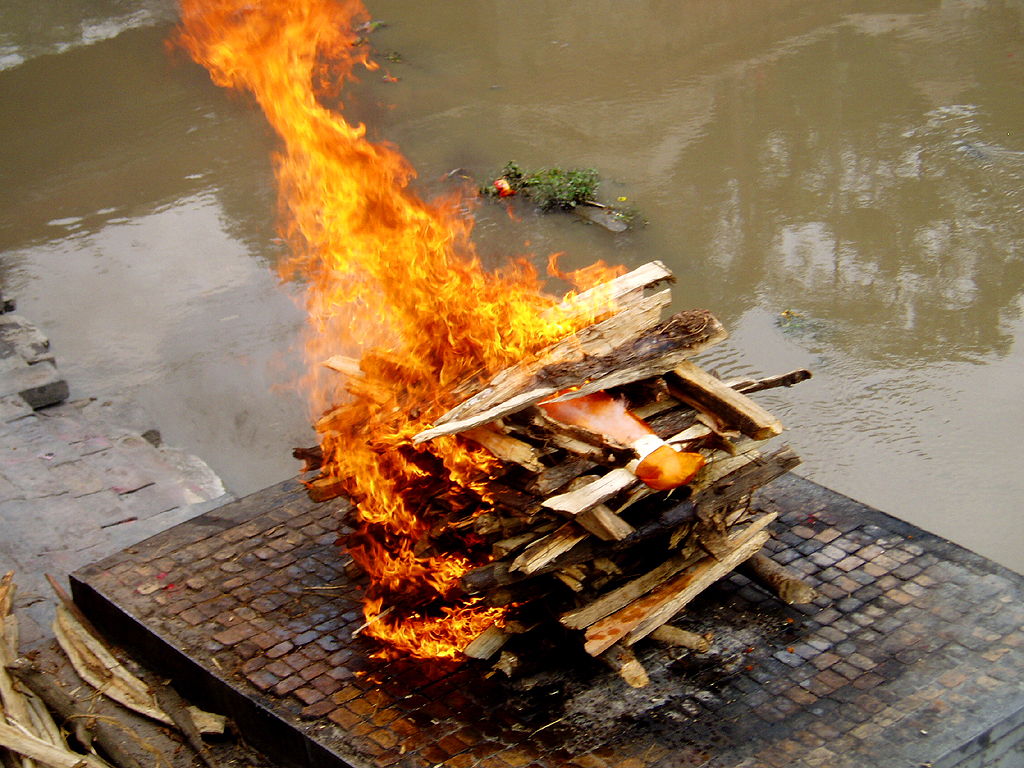
Une crémation lors d'un antyeshti au Népal.

Dans l'hindouisme, le terme sanskrit saṃskāra signifie : prédisposition, impulsion innée. En philosophie vedāntique : disposition acquise, formation mentale rémanente, impression composant la personnalité ; on atteint la libération en les sublimant. Il ne faut pas le confondre avec le vāsanā (वासना en devanāgarī), terme qui signifie : imprégnation, impression d'une sensation antérieure, souvenir subconscient, émotion, association de sentiments à la lecture ou à l'audition d'une œuvre.
Les samskaras sont aussi les cérémonies qui marquent la vie du croyant comme l'annaprashana, le mariage ou la cérémonie funéraire (l'antyeshti).

## Saṃskāra dans le bouddhisme

### Analyses de saṃskāra selon le theravadin
Selon le Patthana, reconnu par le bouddhisme theravada, les Saṃskāra se distinguent par leur qualité karmique : bénéfique, mauvaise ou neutre. 

#### Trente-six samskāra bénéfiques
Vingt-sept saṃskāra constantes : 
- contact ;
- intention ;
- prise-ferme (vitakka) ;
- attention soutenue (Vicara) ;
- ravissement ;
- vigueur ;
- vie ;
- concentration ;
- conviction ;
- vigilance ;
- retenue ;
- respect humain ;
- absence d'attachement ;
- absence d'aversion ;
- absence de confusion ;
- tranquillité de la « collection » (Rūpakaya) ;
- légèreté de la collection ;
- souplesse de la collection ;
- maniabilité de la collection ;
- bonne santé de la collection ;
- rectitude de la collection ;
- tranquillité de l'« état d'être » (Vijñāna) ;
- légèreté de l'état d'être ;
- souplesse de l'état d'être ;
- maniabilité de l'état d'être ;
- bonne santé de l'état d'être ;
- rectitude de l'état d'être.

Quatre saṃskāra complémentaires : 
- élan ;
- détermination ;
- considération ;
- équilibre.

Cinq saṃskāra intermittentes :
- pitié ;
- joie ;
- abstention de mauvaise conduite corporelle ;
- abstention de mauvaise conduite verbale ;
- abstention de mauvais mode de vie (ou métier).

#### Saṃskāra mauvaises
Treize saṃskāra constantes :
- contact ;
- intention ;
- prise, vitakka ;
- attention soutenue, vicara ;
- ravissement, piti ;
- vigueur ;
- vie ;
- concentration ;
- manque de retenue ;
- impudence ;
- attachement ;
- confusion ;
- croyance.

Quatre saṃskāra complémentaires : 
- élan ;
- résolution ;
- agitation ;
- considération.

#### Saṃskāra neutres
- Saṃskāra   « résultats » (pâli vipaka)
  - Avec causes bénéfiques que sont les absences d'attachement, d'aversion et de confusion
Elles sont associées aux états de conscience, vijñāna, également résultats et avec causes
  - Sans causes bénéfiques 
Sur le même principe, elles sont associées aux états de conscience, vijñāna, résultats et sans causes bénéfiques
    - Contact
    - Intention
    - Vie
    - Stabilité de l'esprit
    - Considération
    - Prise
    - Attention soutenue
    - Détermination
    - Ravissement
- Samskāra « fonctionnels » (pâli : kiriya), présents seulement chez les êtres nobles
  - Avec causes ; associées aux états d'être fonctionnels avec causes
  - Sans causes ; associées aux états d'être fonctionnels sans causes